# 258 Tiha
258 Tiha (mednarodno ime je 258 Tyche) je asteroid tipa S v glavnem asteroidnem pasu. 
Pripada družini asteroidov Evnomija.

## Odkritje
Asteroid je odkril francoski astronom Karl Theodor Robert Luther 4. maja 1886 v Düsseldorfu. Imenuje se po boginji sreče Tihe iz grške mitologije.

## Lastnosti
Asteroid Tiha obkroži Sonce v 4,23 letih. Njegova tirnica ima izsrednost 0,205, nagnjena pa je za 14,293° proti ekliptiki. Njegov premer je 64,78 km km, okoli svoje osi se zavrti v 10,041 h . 
Pripada družini asteroidov Evnomija. Večja je od vseh ostalih članov družine, razen od 15 Evnomije, leži pa na robu skupine. Verjetno je vsiljivec, ki ni povezan z ostalimi člani družine.